# Signal Mountain, Tennessee
Signal Mountain är en ort i Hamilton County, Tennessee, USA. Den är en förort till Chattanooga som ligger ca 10 km söder om Signal Mountain.